# Phytoseiidae
Phytoseiidae é uma família de ácaros pertencente à ordem Mesostigmata. Este táxon inclui diversas espécies predadores de ácaros e de afídeos utilizada como agente no controlo biológico de pragas agrícolas.

## Taxonomia
A família Phytoseiidae inclui as seguintes subfamílias:
- Amblyseiinae Muma, 1961
- Phytoseiinae Berlese, 1916
- Typhlodrominae Scheuten, 1857